# HD 5788
HD 5788，又名BD+43 193，SAO 36832、HR 282，是一颗恒星，视星等为6.84，位于銀經124.54，銀緯-18.13，其B1900.0坐标为赤經0h 54m 23.5s，赤緯+44° -18.13′ 20″。